# Saint-Sever-de-Rustan
Saint-Sever-de-Rustan – miejscowość i gmina we Francji, w regionie Oksytania, w departamencie Pireneje Wysokie.
Według danych na rok 1990 gminę zamieszkiwało 140 osób, a gęstość zaludnienia wynosiła 15 osób/km² (wśród 3020 gmin regionu Midi-Pireneje Saint-Sever-de-Rustan plasuje się na 923. miejscu pod względem liczby ludności, natomiast pod względem powierzchni na miejscu 1142.).